# Cova

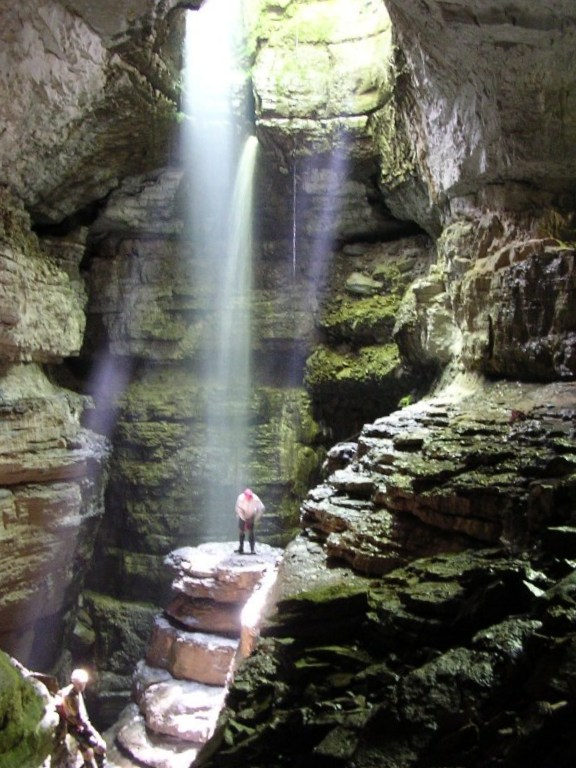
Avenc a Alabama, Estats Units

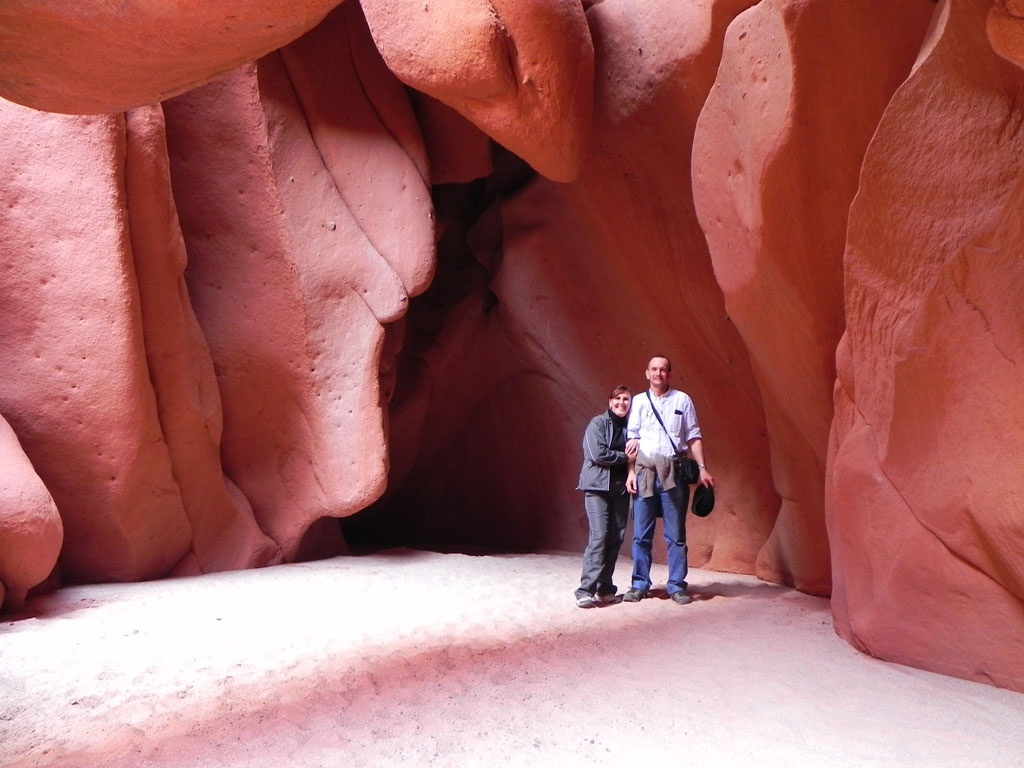
Cova Acsibi, Argentina

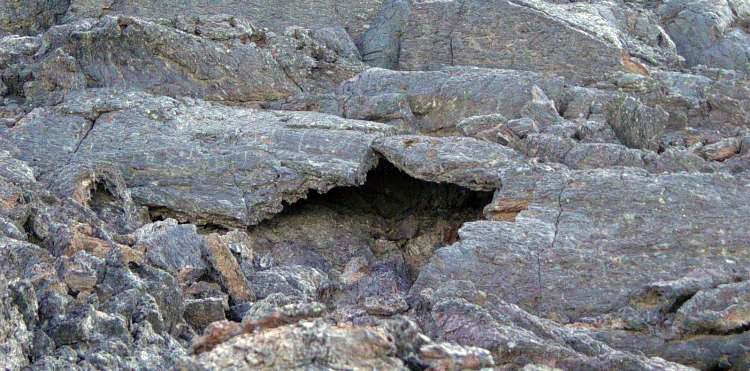
Tub de lava al Parc Nacional d'Idaho-USA

Una cova o caverna és una cavitat natural del terreny, apta per servir d'empar a animals i a éssers humans, i que pot ser condicionada com a habitatge. Durant la prehistòria les persones vivien en coves de manera temporal o permanent. Igualment fugitius i eremites han usat les coves com a refugi al llarg de la història, atès el seu aïllament dels nuclis urbans.
Si bé en una cova predomina el component horitzontal, un avenc és una cavitat on predomina el component vertical. Una cavitat més aviat petita, on penetra la llum natural, es diu balma.
L'espeleologia és la ciència que estudia les coves. També rep aquest nom l'exploració de les coves i els avencs, ja sigui amb finalitat científica o esportiva.

## Formació i tipus de coves
Les coves són formades per processos geològics. Involucra una combinació de processos químics, forces tectòniques i influències atmosfèriques.
Depenent del moment en què es van crear les coves en relació amb la formació de la roca que la componen, es poden dividir en:

### Coves primàries
Algunes coves són formades alhora que la roca circumdant. Aquestes reben el nom de coves primàries o coves singenètiques, segons la classificació de J. Montoriol-Pous.
Un tub de lava o tub volcànic es forma durant l'activitat volcànica alhora que la roca que hi encaixa (caràcter singenètic) per desplaçaments de lava fluida entre lava ja consolidada (caràcter reogenètic) i són les més comunes d'aquestes coves primàries. La lava expulsada per un volcà flueix cap a baix i quan la superfície es refreda, s'endureix, actuant com a aïllant tèrmic sota el qual la lava continua fluint fins que l'erupció acaba i deixa un buit a l'interior del tub.
El tub de lava més important es troba a Hawaii. La cova Kazumura, ubicada a prop de la ciutat costanera d'Hilo, és el tub més llarg i profund del món, i a més és la vuitena cova més llarga dels Estats Units.

### Coves secundàries
Les coves secundàries o epigenètiques són formades dins de les roques després que elles mateixes s'han format, per processos en els quals la roca caixa es descompon (meteorització) i es perd material per mitjà de l'erosió i, exemple més corrent, per carstificació (fenomen de dissolució de la roca).
- Les coves marines són molt comunes al llarg de les costes del món, però estan restringides a aquelles zones on l'onatge desgasta les roques de les costes i són generalment més petites.
- Les coves de gel es produeixen sota d'una glacera en fondre's. També poden formar-se per un corrent molt petit en el gel que tendeix a tancar les coves novament.
- Les coves càrstiques es formen en massisos calcaris per dissolució de la roca que hi encaixa. L'aigua fitrada per les fractures es troba carregada de CO₂ i el pH àcid que adquireix (H₂CO₃) va dissolent la roca lentament, en un procés que pot durar milions d'anys. El major sistema de coves conegut d'aquest tipus és Mammoth Cave, en EUA, amb més de 590 km de galeries interconnectades. A Espanya, el Sistema Ojo-Guareña (Burgos) assoleix els 110 km de desenvolupament. El més profund dels avencs càrstics coneguts és Krubera-Voronya, a Abkhazia, amb -2160 m.
- Les coves silícies es generen en conjunts rocosos compostos per quarsites o gresos, la seva gènesi és semblant al de les coves càrstiques, però el procés és molt més lent, pel fet de ser el sílice (SiO₂) més difícil de dissoldre que el carbonat de calci (CaCO₃). Aquest procés de meteorització pot involucrar inicialment bacteris que disgreguen la matriu i el ciment de la roca, o processos de mecànica de roques inherents al massís. Posteriorment aquests petits espais i conductes per efecte de l'aigua i del clastisisme es fan més grans fins que generen un sistema cavernari. La cova més gran del món en sílice és a Veneçuela, la Cova Roraima Sur, amb més d'11 quilòmetres de desenvolupament horitzontal.

## Avencs

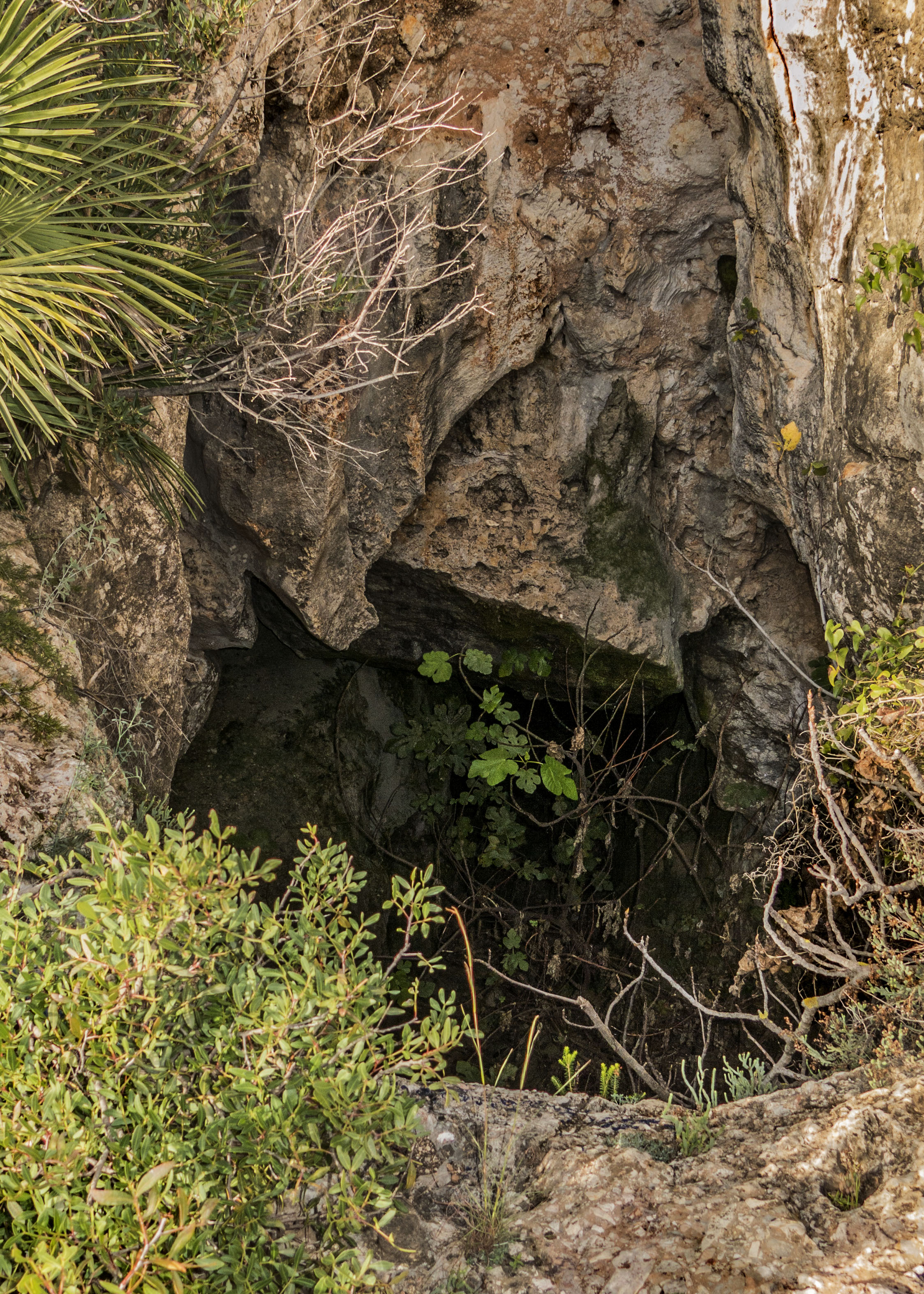
Avenc de l'Infern o Cova de Primo (Matamon), a la Ribera Alta del País Valencià

Quan una cavitat natural és vertical o molt inclinada rep el nom d'"avenc". Els avencs són característics dels terrenys calcaris.
Un avenc pot estar format per un o diversos pous enllaçats entre ells.

### Avenc de dissolució
La majoria d'avencs són producte d'infiltracions d'aigua que han dut a la dissolució i eixamplament d'una fissura. Per a la formació d'aquests és necessàri que el terreny o la roca sigui soluble a l'aigua, per tant aquest tipus d'avencs majoritàriament aparèixen en zones on hi ha roca calcària. Aquests tenen una secció circular o el·líptica. N'hi ha que absorbeixen un curs d'aigua, com ara els engolidors. Als Països Catalans, l'avenc engolidor més remarcable és el Forat dels Aigualluts.

### Avenc d'enfonsament
Aquest tipus d'avenc es produeix en enfonsar-se la volta rocosa perquè hi ha un buit a sota. Es caracteritzen perquè són de dimensions més grans, de formes més anguloses i perquè tenen un apilament de blocs irregulars a la base.

### Esquerdes de desprendiment
Aquest avenc es forma en obrir-se una esquerda a prop d’un cingle; són estrets i en forma de tascó. També es troben entre les capes que han lliscat horitzontalment entre elles, sobretot en roques competents damunt d’una capa argilosa o plàstica.

### Llista d'avencs de més de 1250 metres de profunditat
| Avenc                                             | Profunditat |
| ------------------------------------------------- | ----------- |
| Gouffre Mirolda - Lucien Bouclier (França)        | 1.733 m     |
| Krúbera - Voronya (Geòrgia)                       | 1.710 m     |
| Lamprechstofen - Verlorenen Weg Schacht (Àustria) | 1.632 m     |
| Réseau Jean-Bernard (França)                      | 1.602 m     |
| Torca del Cerro del Cuevón (Espanya)              | 1.589 m     |
| Sima Sarma (Geòrgia)                              | 1.543 m     |
| Cehi 2 - La Vendetta (Eslovènia)                  | 1.533 m     |
| Vjacheslava Pantjukhina (Geòrgia)                 | 1.508 m     |
| Sistena Cheva (Mèxic)                             | 1.484 m     |
| Sistema Huautla (Mèxic)                           | 1.475 m     |
| Sistema del Trave (Espanya)                       | 1.441 m     |
| Boj Bulok (Uzbekistan)                            | 1.415 m     |
| Sima de las Puertas de Illamina - BU 56 (Espanya) | 1.408 m     |
| Lukina Jama (Croàcia)                             | 1.393 m     |
| Evren Gunay Düdeni (Turquia)                      | 1.377 m     |
| Sneznaja Mezennogo (Geòrgia)                      | 1.370 m     |
| Sistema de la Piedra de San Martín (Espanya)      | 1.342 m     |
| Sieben Hengste (Suïssa)                           | 1.340 m     |
| Slovacka Jama (Croàcia)                           | 1.301 m     |
| Cosa Nostra Loch (Àustria)                        | 1.291 m     |
| Gouffre Berger (França)                           | 1.271 m     |
| Gouffre Muruk - Bérénice (Nova Guinea)            | 1.258 m     |
| Pozo del Madejuno (Espanya)                       | 1.255 m     |
| Torca de los Rebecos (Espanya)                    | 1.255 m     |

### Avencs més profunds dels Països Catalans

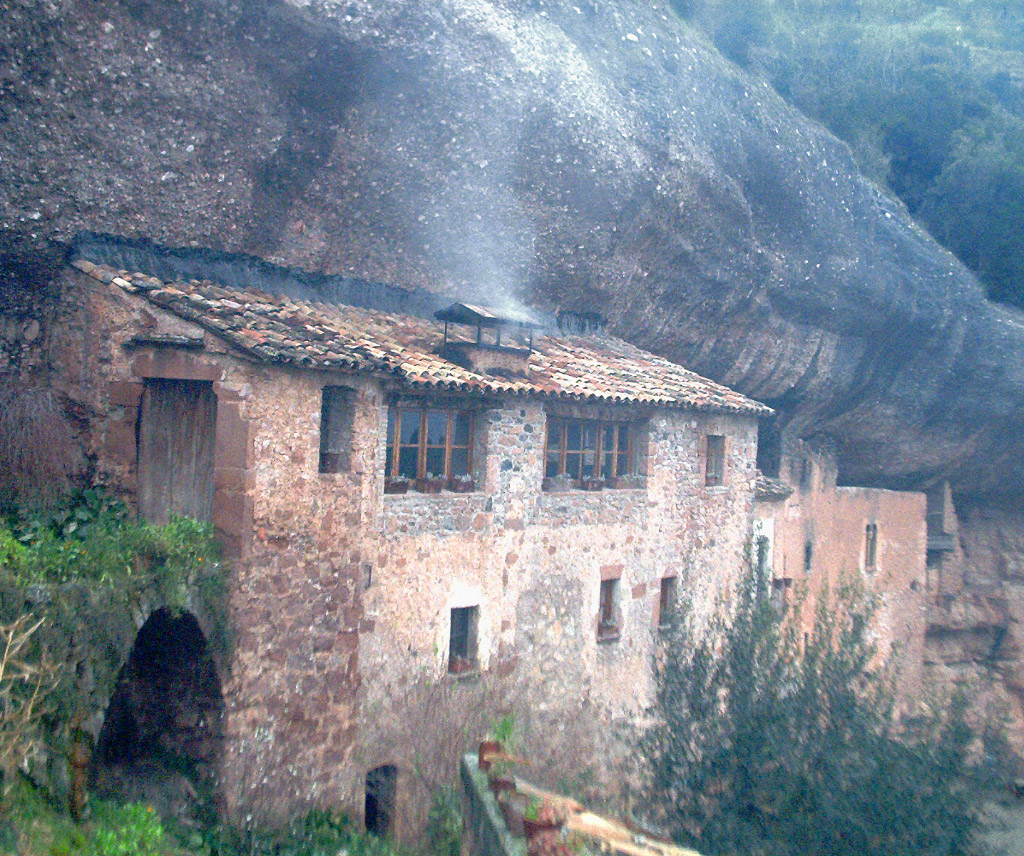
La masia del Puig de la Balma

| Avenc                                           | Profunditat |
| ----------------------------------------------- | ----------- |
| Cova de Cuberes (Pallars Jussà)                 | 327 m       |
| Cigalera de l’Obaga de Baleran (Pallars Sobirà) | 320 m       |
| Cova de Sa Campana (Mallorca)                   | 304 m       |
| Avenc de la Bargadera (Vall d’Aran)             | 294 m       |
| Avenc CP-6 (Baix Ebre)                          | 283 m       |
| Avenc del Pilar (La Safor)                      | 235 m       |
| Avenc de l’Esquerrà (Garraf)                    | 235 m       |
| Avenc Pablo A-10 (La Safor)                     | 219 m       |
| Cova del Serrat del Vent (Osona)                | 215 m       |
| Avenc Montserrat Ubach (Solsonès)               | 202 m       |
| Avenc del Turió (Alt Millars)                   | 200 m       |

## Balma

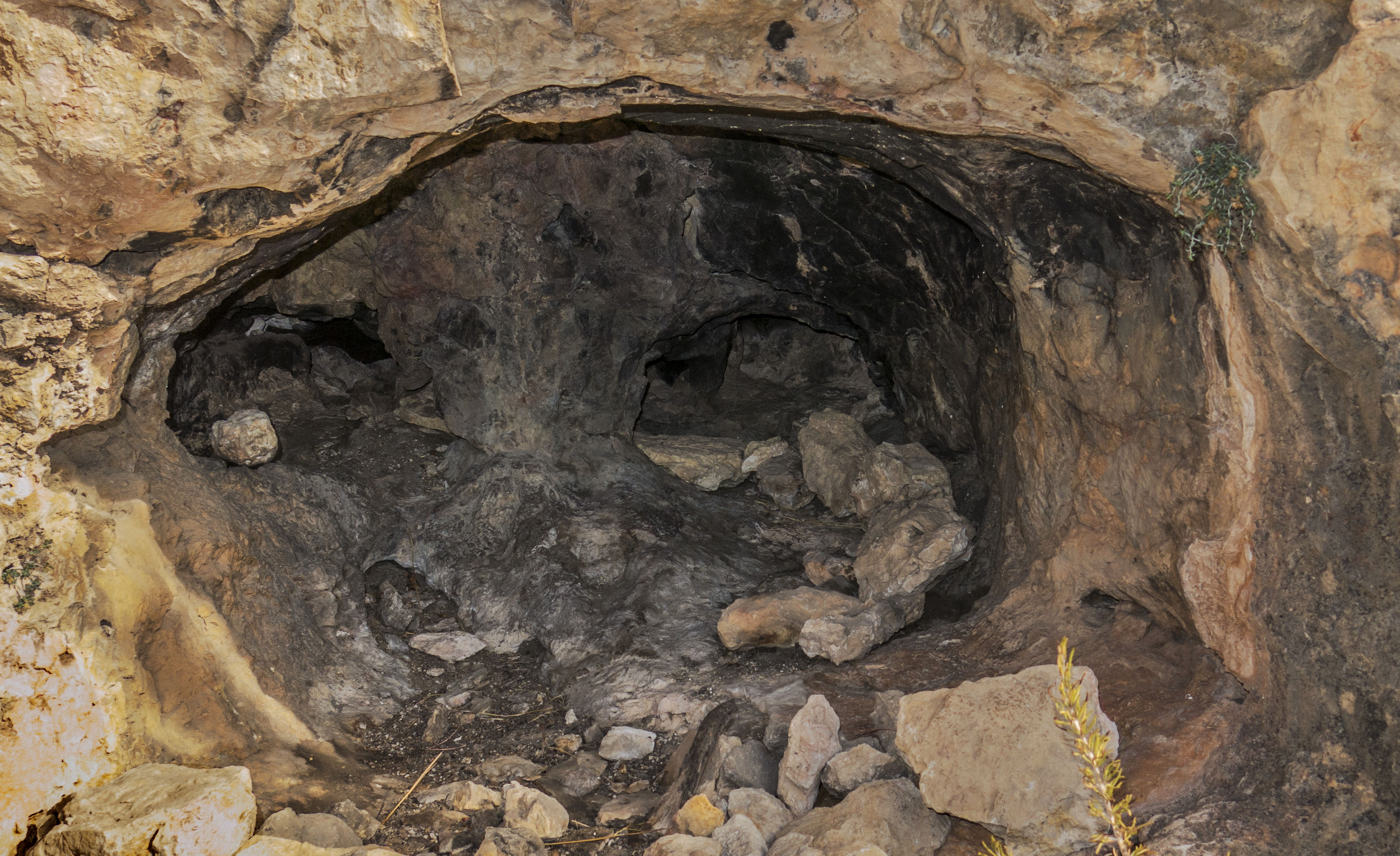
Coveta o abric rocós del Matamon

Una abric rocós o balma (sovint també anomenada bauma pel fenomen fonètic de vocalització de la l en u) és una cavitat no gaire profunda en un cingle o vessant rocallós d'una muntanya en la qual penetra la claror. Les baumes tot sovint són de forma allargada horitzontal. De vegades són condicionades com a habitacle d'éssers humans, o com a refugi d'animals.

## Patrons físics
- Les coves de ramificació s'assemblen a patrons de corrents dendrítiques superficials; estan formats per passatges que s'uneixen aigües avall com a afluents. Les coves de branques són els patrons de coves més comuns i es formen prop de dolines on es produeix la recàrrega d'aigua subterrània. Cada pas o branca s'alimenta per una font de recàrrega separada i convergeix en altres branques d'ordre superior aigües avall.[5]
- Les coves de xarxa angular es formen a partir de fissures entrecreuades de roca carbonatada que han tingut fractures ampliades per l'erosió química. Aquestes fractures formen passatges alts, estrets i rectes que persisteixen en bucles tancats generalitzats.[5]
- Les coves anastomòtiques s'assemblen en gran manera a rierols trenats de superfície amb els seus passos que se separen i després es troben més avall amb el drenatge. Normalment es formen al llarg d'un llit o estructura, i rarament es creuen en llits superiors o inferiors.[5]
- Les coves d'esponges es formen quan s'uneixen cavitats de solució mitjançant la barreja d'aigua químicament diversa. Les cavitats formen un patró tridimensional i aleatori, semblant a una esponja.[5]
- Les coves ramiformes es formen com a grans sales, galeries i passadissos irregulars. Aquestes sales tridimensionals aleatòries es formen a partir d'un nivell freàtic creixent que erosiona la roca carbonatada amb aigua enriquida amb sulfur d'hidrogen.[5]
- Les coves de fossa (coves verticals, forats o simplement "foses") consisteixen en un eix vertical en lloc d'un pas de cova horitzontal. Poden o no estar associats amb un dels patrons estructurals anteriors.[5]

## Ecologia
Els animals que habiten les coves sovint es classifiquen com a troglobis (espècies limitades a les coves), troglòfils (espècies que poden viure tota la seva vida a les coves, però que també es troben en altres ambients), trogloxens (espècies que utilitzen les coves, però que no poden completar el seu cicle vital completament en coves) i accidentals (animals que no pertanyen a cap de les categories anteriors).
D'aquests animals, els troglobis són potser els organismes més inusuals. Les espècies troglobítiques solen mostrar una sèrie de característiques, anomenades troglomòrfiques, associades a la seva adaptació a la vida subterrània. Aquestes característiques poden incloure una pèrdua de pigment (que sovint resulta en una coloració pàl·lida o blanca), una pèrdua d'ulls (o almenys de la funcionalitat òptica), un allargament dels apèndixs i una millora d'altres sentits (com ara la capacitat de sentir vibracions a l'aigua). Els troglobits aquàtics (o estigòbits), com ara les gambes de les coves d'Alabama, en perill d'extinció, viuen en masses d'aigua que es troben a les coves i obtenen nutrients dels detritus rentats a les seves coves i de les femtes dels ratpenats i altres habitants de les coves. Altres troglobits aquàtics inclouen els peixos de les coves i les salamandres de les coves.
Els ratpenats, com el ratpenat gris i el ratpenat de cua lliure mexicà, són trogloxens i sovint es troben a les coves; s'alimenten fora de les coves. Algunes espècies de grills cavernícoles es classifiquen com a trogloxens, perquè reposen a les coves durant el dia i s'alimenten a sobre del sòl de nit.
A causa de la fragilitat dels ecosistemes de les coves, i el fet que les regions de les coves tendeixen a estar aïllades les unes de les altres, les coves alberguen una sèrie d'espècies en perill d'extinció, com ara l'aranya de les coves de les dents, l'aranya trampa liphistius i el ratpenat gris.
Les coves són visitades per molts animals que viuen a la superfície, inclosos els humans. Solen ser incursions de relativament curta durada, a causa de la manca de llum i de subsistència.
Les entrades de les coves solen tenir flora típiques. A l'interior de les coves no hi trobem cap tipus de vegetació a causa de la impossibilitat d'aquesta de fer la fotosíntesi, procés indispensable per al funcionament vital de les plantes.

## Importància arqueològica i cultural
Els humans han fet ús de les coves al llarg de la història. Els primers fòssils humans trobats a les coves provenen d'una sèrie de coves a Sud-àfrica. Aquests jaciments han donat una sèrie d'espècies humanes primerenques que es remunten a fa entre tres i un milió d'anys, incloent Australopithecus africanus, Australopithecus sediba i Paranthropus robustus. No obstant això, en general no es pensa que aquests primers humans visquessin a les coves, sinó que van ser introduïts a les coves per carnívors que els havien matat.
Hi ha nombroses evidències d'altres espècies humanes primerenques que habiten coves des de fa almenys un milió d'anys a diferents parts del món, com ara Homo erectus a la Xina a Zhoukoudian, Homo rhodesiensis a Sud-àfrica a la Cova dels Fogars (Makapansgat), Homo neanderthalensis i Homo heidelbergensis a Europa al jaciment arqueològic d'Atapuerca, Homo floresiensis a Indonèsia i els denisovans al sud de Sibèria.
Al sud d'Àfrica, els primers humans moderns utilitzaven regularment les coves marines com a refugi a partir de fa uns 180.000 anys, quan van aprendre a explotar el mar per primera vegada. Això pot haver permès una ràpida expansió dels humans fora d'Àfrica i la colonització de zones del món com Austràlia fa uns 50.000 anys. A tot el sud d'Àfrica, Austràlia i Europa, els primers humans moderns van utilitzar les coves com a llocs per a l'art rupestre. Altres coves eren utilitzades per a enterraments (com les tombes excavades a la roca) o com a llocs religiosos (com les coves budistes).

## Cavitats de més de 1000 metres de profunditat
| Número | Cova                                                       | Profunditat (metres) | Llargada | País               |
| ------ | ---------------------------------------------------------- | -------------------- | -------- | ------------------ |
| 1      | Veryovkina Cave                                            | 2212                 | 17.5 km  | Abkhàzia / Geòrgia |
| 2      | Krubera-Voronja Cave                                       | 2199                 | 23.0 km  | Abkhàzia / Geòrgia |
| 3      | Sarma cave                                                 | 1830                 | 19.2 km  | Abkhàzia / Geòrgia |
| 4      | Snezhnaja cave                                             | 1760                 | 40.8 km  | Abkhàzia / Geòrgia |
| 5      | Lamprechtsofen                                             | 1735                 | 61 km    | Àustria            |
| 6      | Gouffre Mirolda                                            | 1733                 | 13 km    | França             |
| 7      | Gouffre Jean-Bernard                                       | 1617                 | 27.1 km  | França             |
| 8      | Sistema del Cerro del Cuevón                               | 1589                 | 7 km     | Espanya            |
| 9      | Hirlatzhöhle                                               | 1560                 | 113.5 km | Àustria            |
| 10     | Sistema Huautla                                            | 1560                 | 89 km    | Mèxic              |
| 11     | Chevé Cave                                                 | 1536                 | 77.0 km  | Mèxic              |
| 12     | Pantjuhinskaja Cave                                        | 1508                 | 7.9 km   | Abkhàzia / Geòrgia |
| 13     | Sima de la Cornisa                                         | 1507                 | 6.4 km   | Espanya            |
| 14     | Čehi 2                                                     | 1505                 | 5.5 km   | Eslovènia          |
| 15     | Sistema del Trave                                          | 1441                 | 9.1 km   | Espanya            |
| 16     | Velebit caves                                              | 1431                 | 3.7 km   | Croàcia            |
| 17     | Boybuloq                                                   | 1430                 | 15.2 km  | Uzbekistan         |
| 18     | Egma Sinkhole                                              | 1429                 | 3.1 km   | Turquia            |
| 19     | Gouffre de La Pierre Saint-Martin                          | 1410                 | 87.3 km  | França             |
| 20     | Kuzgun Cave                                                | 1400                 | 3.1 km   | Turquia            |
| 21     | Hochscharten-Höhlensystem                                  | 1394                 | 14.6 km  | Àustria            |
| 22     | Črnelsko brezno                                            | 1393                 | 20 km    | Eslovènia          |
| 23     | Abisso Paolo Roversi                                       | 1360                 | 4.2 km   | Itàlia             |
| 24     | Sistema Arañonera-Tendenera                                | 1349                 | 45.2 km  | Espanya            |
| 25     | BU 56                                                      | 1340                 | 32.6 km  | Espanya            |
| 26     | Siebenhengste-Hohgant-Höhle                                | 1340                 | 164.5 km | Suïssa             |
| 27     | Nedam (jama)                                               | 1335                 | 3.3 km   | Croàcia            |
| 28     | Sima del Sabbat                                            | 1327                 | 3 km     | Espanya            |
| 29     | Slovačka jama                                              | 1324                 | 6.4 km   | Croàcia            |
| 30     | Renetovo brezno                                            | 1322                 | 12.3 km  | Eslovènia          |
| 31     | Mala Boka - BC4 System                                     | 1319                 | 8.2 km   | Eslovènia          |
| 32     | Cosanostraloch-Berger-Platteneck Hoehlesystem              | 1291                 | 30.4 km  | Àustria            |
| 33     | Cueva Charco                                               | 1278                 | 6.7 km   | Mèxic              |
| 34     | Vladimir V. Iljukhina System                               | 1275                 | 5.9 km   | Abkhàzia           |
| 35     | Sistema del (Pozu) Xitu (Jitu)(Situ) - Cueva de Culiembro  | 1264                 | 8022     | Espanya            |
| 36     | Neide - Muruk Cave                                         | 1258                 | 17 km    | Papua Nova Guinea  |
| 37     | Torca dos los Rebecos                                      | 1255                 | 2.2 km   | Espanya            |
| 38     | Pozo del Madejuno                                          | 1252                 | 2.8 km   | Espanya            |
| 39     | Crnelsko brezno (Abisso Veliko Sbrego)                     | 1251                 | 11.4 km  | Eslovènia          |
| 40     | Sotano Akemati                                             | 1226                 | 4.9 km   | Mèxic              |
| 41     | Kihaje Xontjoa                                             | 1223                 | 31.4 km  | Mèxic              |
| 42     | Ozto J2                                                    | 1222                 | 11 km    | Mèxic              |
| 43     | Schwer-Hoehlensystem (Batmanhole)                          | 1219                 | 6.3 km   | Àustria            |
| 44     | Abisso Ulivifer (Olivifer)                                 | 1215                 | 10 km    | Itàlia             |
| 45     | Gorgothakas                                                | 1208                 | 1 km     | Grècia             |
| 46     | Dachstein-MammutHoehle                                     | 1207                 | 66.5 km  | Àustria            |
| 47     | Torca de Jou sin Tierre                                    | 1200                 | -        | Espanya            |
| 48     | Complesso dell'Alto Releccio (Vive le Donne)               | 1196                 | 17.3 km  | Itàlia             |
| 49     | Cukurpinar Dudeni                                          | 1196                 | 3.5 km   | Turquia            |
| 50     | Complesso del Monte Corchia (Fighiera,Farol.)              | 1187                 | 53 km    | Itàlia             |
| 51     | Torca Piedras Verdes                                       | 1187                 | 31.6 km  | Espanya            |
| 52     | Sistema Nogochl (Akemabis/Santito)                         | 1182                 | 6.3 km   | Mèxic              |
| 53     | Vandima                                                    | 1182                 | 2.5 km   | Eslovènia          |
| 54     | Jubilaumsschacht                                           | 1173                 | 2.4 km   | Àustria            |
| 55     | Gouffre du Bracas de Thurugne 6 (Reseau de Soudet)         | 1170                 | 10.3 km  | França             |
| 56     | Anou Ifflis                                                | 1170                 | 2 km     | Algeria            |
| 57     | Sima 56 de Andara(Torca del Cueto de los Senderos)         | 1169                 | 5.7 km   | Espanya            |
| 58     | Torca Idoubeda                                             | 1167                 | 2.8 km   | Espanya            |
| 59     | Abisso Perestroika                                         | 1160                 | -        | Itàlia             |
| 60     | Sistema de las Fuentes de Escuain (Badalona B15-B1)        | 1151                 | 26.2 km  | Espanya            |
| 61     | Tanne des Pra d'Zeures T075                                | 1148                 | 3.9 km   | França             |
| 62     | Feichtner-schachtHoehle                                    | 1145                 | 6 km     | Àustria            |
| 63     | Complesso del Foran del Muss                               | 1140                 | 20 km    | Itàlia             |
| 64     | Prvi Sistem Molicka Planine                                | 1135                 | 3.8 km   | Eslovènia          |
| 65     | Abisso Saragato                                            | 1125                 | 6 km     | Itàlia             |
| 66     | Moskovskaja                                                | 1125                 | 1.8 km   | Abkhàzia           |
| 67     | Gamslocher-Kolowratsystem                                  | 1119                 | 33.5 km  | Àustria            |
| 68     | Sima G.E.S.M.de los Hoyos del Pilar                        | 1112                 | 12.6 km  | Espanya            |
| 69     | Arabikskaja (Kuibyshevskaja/Genrikhova Bezdna)             | 1110                 | 3.2 km   | Abkhàzia           |
| 70     | Grouffre du Lion                                           | 1110                 | -        | Grècia             |
| 71     | Schwarzmooskogelhoehlensystem                              | 1104                 | 97.4 km  | Àustria            |
| 72     | Sistema Joulagua - la Texa                                 | 1102                 | 6.9 km   | Espanya            |
| 73     | Kazumura Cave(Lava Tube)                                   | 1101                 | 65.5 km  | Estats Units       |
| 74     | Schneeloch                                                 | 1101                 | 8.6 km   | Àustria            |
| 75     | Dof-Sonnenleiter-Hoehlensystem                             | 1092                 | 23.2 km  | Àustria            |
| 76     | Zoou Cave (Dzou)                                           | 1090                 | 6 km     | Abkhàzia           |
| 77     | Jagerbrunntro-Hoehlensystem                                | 1078                 | 28 km    | Àustria            |
| 78     | HirlatzHoehle                                              | 1070                 | 97.6 km  | Àustria            |
| 79     | Muttseehoehle                                              | 1070                 | 7.9 km   | Suïssa             |
| 80     | Sotano de Ocotempa                                         | 1070                 | 4.7 km   | Mèxic              |
| 81     | Scialet de les Nuits Blanches                              | 1066                 | 40 km    | França             |
| 82     | Schoenbergsystem (RaucherkarHoehle-Feuertal-hoehlensystem) | 1060                 | 135.2 km | Àustria            |
| 83     | Abisso Mani Pulite                                         | 1060                 | -        | Itàlia             |
| 84     | Riesending-Schachthohle                                    | 1058                 | 16.2 km  | Alemanya           |
| 85     | Pozzo della Neve                                           | 1050                 | 7 km     | Itàlia             |
| 86     | Abisso Satanachia                                          | 1040                 | -        | Itàlia             |
| 87     | Abisso Led Zeppelin                                        | 1030                 | 2.8 km   | Itàlia             |
| 88     | HerbstHoehle-Grieshessel (MaanderHoehle)                   | 1029                 | 1.6 km   | Àustria            |
| 89     | Torca Castil (PC.15) - Carbonal (CT.14)                    | 1028                 | 6 km     | Espanya            |
| 90     | Abisso Chimera                                             | 1028                 | -        | Itàlia             |
| 91     | Ellis Basin System (Tomo Thyme, Exhaleair, & Exhalibur)    | 1026                 | 33.4 km  | Nova Zelanda       |
| 92     | Jamski sustav Velebita                                     | 1026                 | -        | Croàcia            |
| 93     | Hedwig Hoehle (BleikogelHoehle (P351))                     | 1023                 | 1.1 km   | Àustria            |
| 94     | Torca Urriellu                                             | 1022                 | 4.1 km   | Espanya            |
| 95     | Qikengdong (Tianxing Dongxuexitong)(Misty River Cave)      | 1020                 | 38.5 km  | Xina               |
| 96     | Buca Go Fredo                                              | 1015                 | 1 km     | Itàlia             |
| 97     | Sonconga                                                   | 1014                 | 2.1 km   | Mèxic              |
| 98     | Abisso di Malga Fossetta                                   | 1011                 | 4.2 km   | Itàlia             |
| 99     | Sistema Lecherines                                         | 1009                 | 15.5 km  | Espanya            |
| 100    | Complesso del Monte Tambura (Pinelli - Pianone - Paleri)   | 1008                 | 7 km     | Itàlia             |